# Pintura rococó

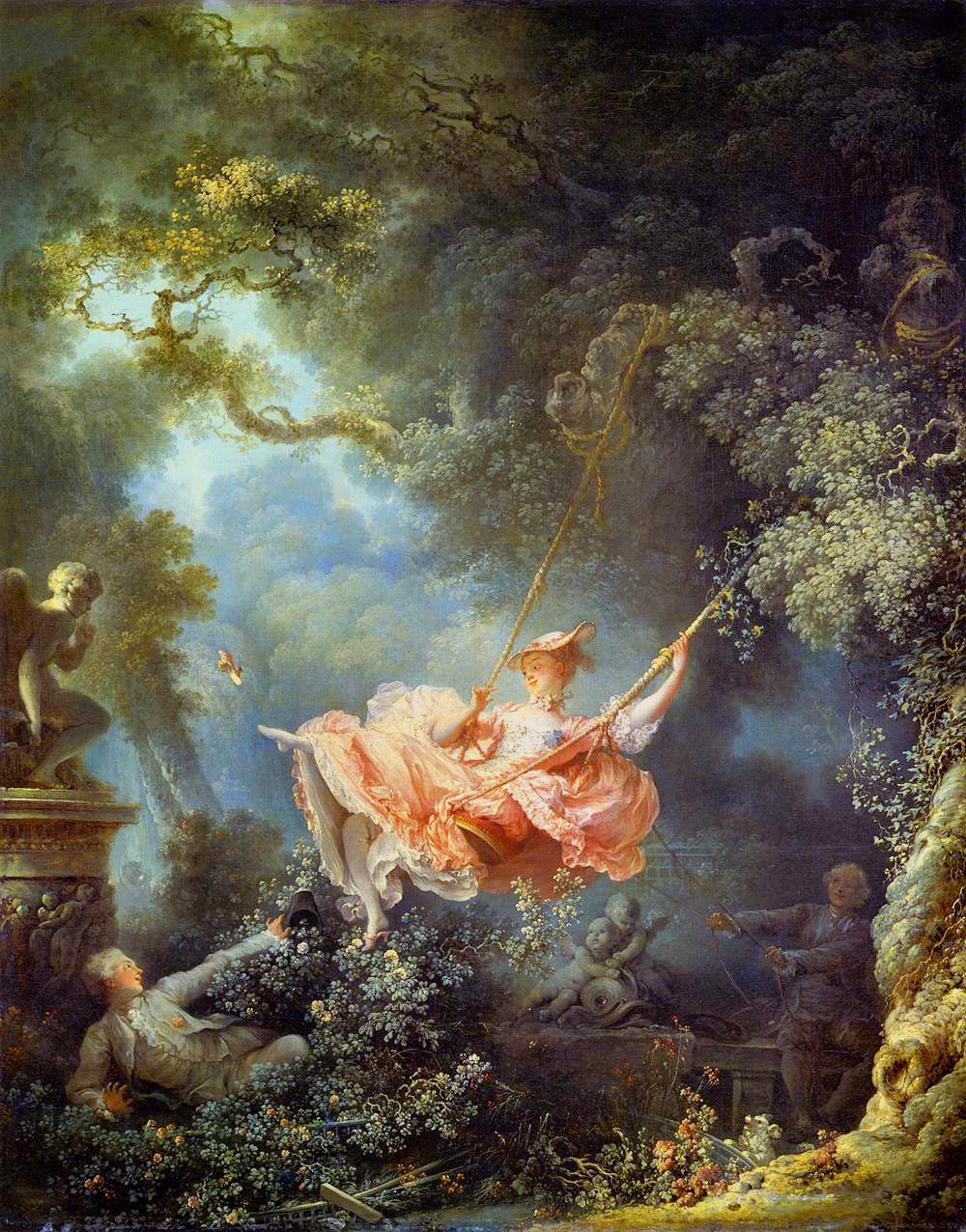
Jean-Vaig honorar Fragonard: El gronxador, 1766.

La pintura rococó es va desenvolupar al llarg del segle xviii per tot Europa partint de França, bressol d'aquest estil d'origen aristocràtic, i es va dividir al principi en dos camps nítidament diferenciats: com a part de la producció artística, és un document visual intimista i despreocupat de la manera de vida i de la concepció del món de les elits europees del segle xviii, en tant també, com una adaptació d'elements constituents de l'estil a la decoració monumental de les esglésies i palaus, va servir com a mitjà de glorificació de la fe i del poder civil. L'estil Rococó va néixer a París durant la regència del duc de Orleans, en la minoria d'edat de Luis XV, com una reacció de l'aristocràcia francesa contra el Barroc suntuoso, palacial i solemnement practicat en el període de Lluis XIV. Es va caracteritzar per la seva índole hedonista i aristocràtica i es va manifestar en la delicadesa, elegància, sensualitat i gràcia, i en la preferència de temes tous i sentimentals, on les línies corbes, els colors clars i l'asimetria jugaven un paper fonamental en la composició de l'obra. Des de França, va tenir un gran auge i va assumir les seves característiques més típiques i on més tard seria reconegut com a patrimoni nacional, el Rococó va aconseguir difondre's per tot Europa, alterant significativament els seus propòsits però mantenint el model francès amb prou feines en la seva forma externa, amb escoles importants a Alemanya, Anglaterra, Àustria i Itàlia, amb alguna representació també en altres llocs, com la península Ibèrica, els països eslaus i nòrdics, arribant fins i tot fins al continent americà.
Al principi, la Il·lustració va començar sota la representació del Barroc; lloc que durant anys, l'estil del classicisme francès havia dominat la creació d'obres dels artistes. Els pintors van representar els costums i actituds d'una societat a la recerca de la felicitat, l'alegria de viure i dels plaers sensuals, els més representatius d'aquesta etapa van ser François Boucher, Antoine Watteau i Jean-Honoré  Fragonard, artistes que van barrejar en les seves imatges i treballs l'eròtic, el lúdic i el mundà de les imatges, així com el galant de cadascuna d'elles, per aquest motiu les obres de Boucher, Watteau i Fragonard així com les dels seus immediats deixebles i epígons (el ressò dels quals arriba al neoclassicista Jean Auguste Dominique Ingres) reben en el seu conjunt dins de la crítica d'art el nom de pintura galant especialment quan els temes ressalten al nu en ambients, àmbits o contextos de riquesa.
Malgrat el seu valor com a obra d'art autònoma, la pintura del Rococó era concebuda moltes vegades com part integrant d'un concepte global de decoració d'interiors.
A mitjan segle xviii, el Rococó va començar a ser criticat pel nou corrent neoclàssic, la burgesia i la Il·lustració i va sobreviure fins a la Revolució Francesa, quan aquest moviment va caure en descrèdit complet, acusat de ser superficial, frívol, immoral i purament decoratiu. A partir de la dècada de 1830, va tornar a ser qualificat i reconegut com a testimoniatge important d'una determinada fase de la cultura europea i de l'estil de vida d'un estatus social específic, i com un ben valuós pel seu mèrit artístic únic i propi, plantejant qüestions sobre l'estètica que més tard van florir i es convertiren en temàtiques centrals de l'art modern.

## Orígens de l'estil

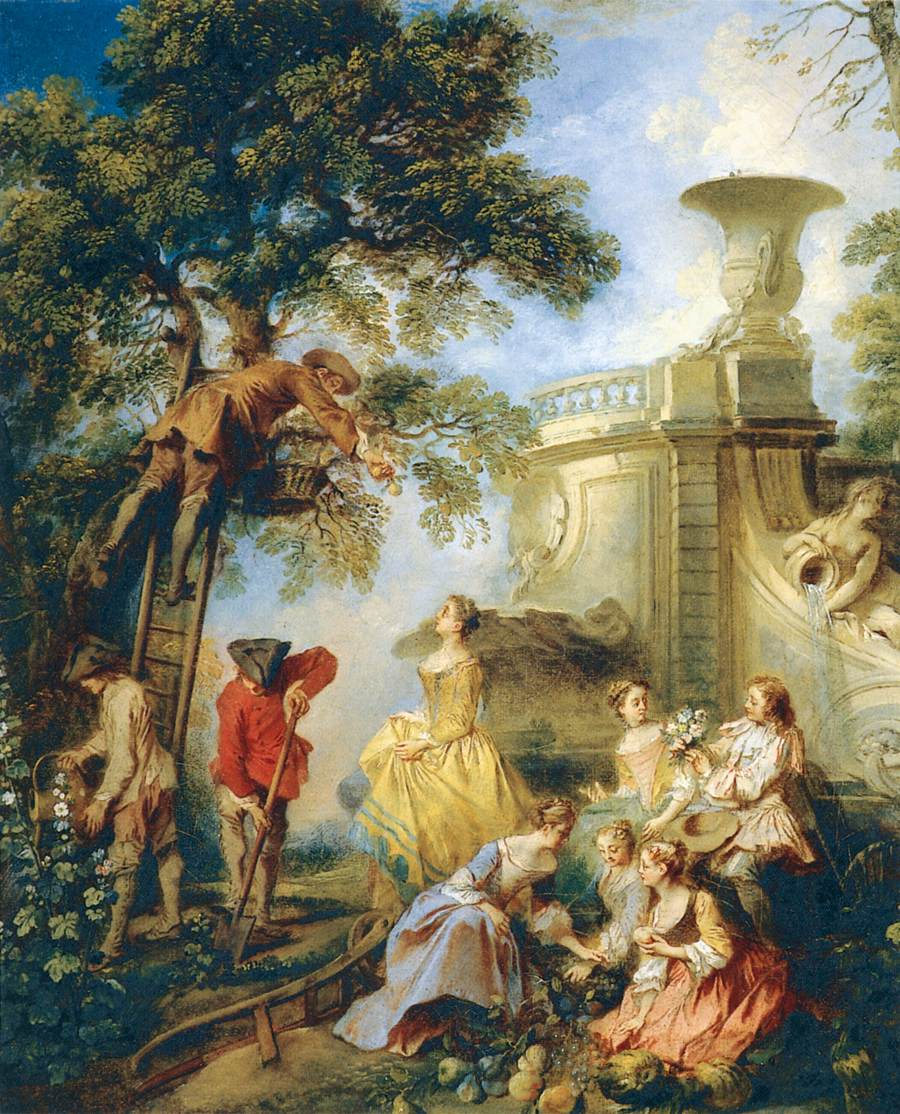
Nicolas Lancret: La Terra, c. 1730.

El Rococó es va desenvolupar a partir de la creixent llibertat de pensament que va néixer a França durant el segle xviii. La mort de Lluis XIV en 1715 va obrir l'espai per a una flexibilització de la cultura francesa, fins llavors fortament cerimonial i dominada per representacions que objectivaven  la lloança del rei i del seu poder i es manifestaven de forma grandiloqüent i pomposa. La desaparició de la pròpia personificació de l'absolutisme va propiciar a la noblesa recuperar part del poder i la influència fins llavors centrada en la persona del monarca, es va produir l'abandó de la cort de Versalles, traslladant-se molt dels nobles cap a les seves propietats situades a l'interior, en tant uns altres es movien a les seves mansions a París, que es van tornar el centre de la «cultura dels salons», reunions socials sofisticades, brillants i hedonistes que van esdevenir entre discussions literàries i artístiques. Aquest enfortiment de la noblesa va fer que aquesta es convertís llavors en el principal mecenes.
En aquests salons es va formar l'estètica del Rococó, la qual va variar de l'interès per la pintura històrica, que era el gènere anteriorment més prestigiós i que invocava un sentit ètic, cívic i heroic típicament masculí, a la pintura de les escenes domèstiques i campestres, o d'al·legories amenes inspirades en els mites clàssics, on molts identificaven la prevalença de l'univers femení. En aquest sentit, va tenir un creixent impacte el paper exercit per les dones en la societat durant aquesta fase, es va assumir una força en la política en tot Europa i va originar que es tornessin així generoses patrones d'art i formadores de gust, tal és el cas de les amants reals Madame de Pompadour i Madame du Barry, de les emperadrius Catalina, la Gran i María Teresa d'Àustria, les quals van organitzar diversos salons importants, a l'exemple de Madame Geoffrin, de Madame d'Épinay i de Madame de Lespinasse, entre moltes altres. Mentrestant, en diversos aspectes el Rococó és una simple continuació, o en realitat una culminació, dels valors del Barroc —el gust per l'esplèndid, pel moviment i per l'asimetria, la freqüent al·lusió a la mitologia grecoromana, la inclinació emocional, la pretensió ostentatoria i el convencionalisme, amb la finalitat de complir els criteris pre-establerts i acceptats consensualment. La pintura del Rococó il·lustra a més, en la seva versió primerenca, la divisió social que desembocaria en la Revolució Francesa, i representa l'últim bastió simbòlic de resistència d'una elit distant dels problemes i els interessos comuns del poble, la qual es veia cada vegada més amanezada per l'ascensió de la classe mitjana, que s'educava i començava a dominar l'economia i ocupava importants sectors del mercat de l'art i de la cultura en general. Amb això, es va determinar un sorgiment paral·lel d'un corrent estilístic més aviat realista i auster, amb una temàtica totalment burgesa i popular, exemplificada per artistes com Jean-Baptiste Greuze i Jean-Baptiste Chardin, i que fou virtualment ignorada per l'univers rococó, amb poques excepcions, però que en última instància acabarien per ser una de les causes del desastre a la fi del segle xviii.

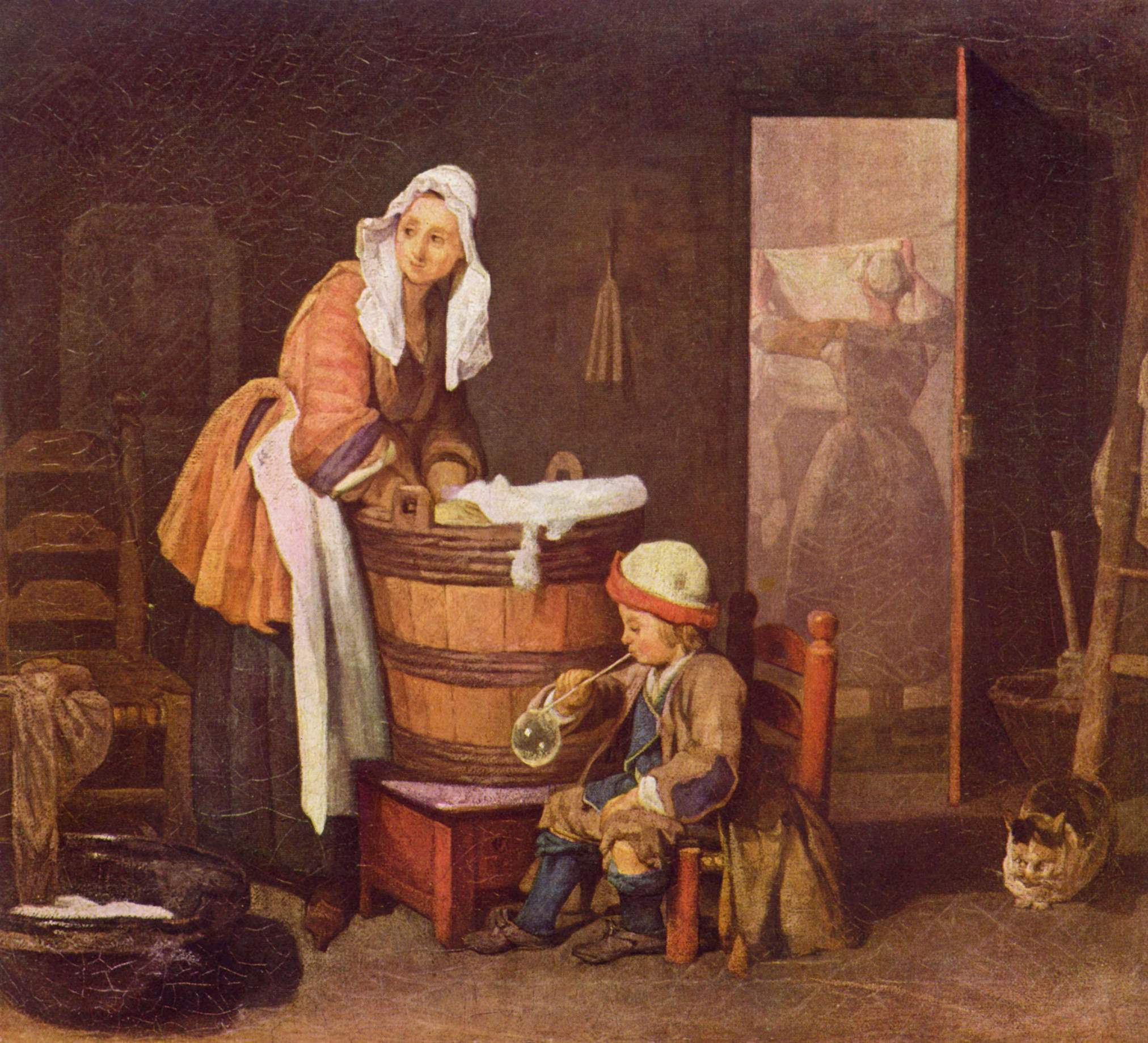
Jean-Baptiste Chardin: La bugadera, 1735. Un exemple del corrent contemporani més oposada al Rococó.

En un període en el qual les antigues tradicions començaven a dissoldre's, la pintura rococó representa una oposició a la doctrina acadèmica, que temptava, igual que durant l'alt Barroc i especialment a França, imposar un model artístic classicista com un principi permanent i universalment vàlid, l'autoritat del qual era col·locada per sobre de qüestionaments de la mateixa forma que la teoria política validava l'absolutisme. En aquesta ona de liberalisme i relativisme, l'art començava a ser vist, amb prou feines, com  un més d'entre tantes coses subjectes a les oscil·lacions de la moda i del temps, una opinió que seria inconcebible fins a poc abans. Com a resultat, les inclinacions de l'època tendeixen a l'humà i sentimental, dirigint la producció no per a herois o semidioses, sinó per a la gent comuna, amb les seves febleses, i a la recerca del plaer. Es va abandonar la representació del poder i de la grandesa, i el públic de la pintura rococó va procurar veure abans la bellesa, l'amor, la gràcia i l'atractiu, a exclusió de tota retòrica i dramatisme. Per a això la tradició clàssica a més de ser una referència, va oferir per a la inspiració dels artistes un cos de temes bastant atractius i adequats per a la mentalitat hedonista i refinada de les elits, els qui rebutjaven qualsevol austeritat i reinterpretació del passat clàssic sobre la llum de l'Arcàdia ideal i bucòlica, de la fantasia d'una Edat Daurada on la naturalesa i la civilització, la sensualitat i intel·ligència, bellesa i espiritualitat s'identificaven harmoniosament. Ni aquesta temàtica ni aquesta interpretació eren, de fet, novetats, existien des de l'Imperi Romà i van romandre presents en la cultura occidentals gairebé sense interrupció des del seu origen, tant com a simples artificis romàntics i poètics com a recursos de fugida psicològica quan els temps es mostraven hostils o excessivament sofisticats, tornant-se per això un símbol poderós de la llibertat. En el període del Rococó la nota innovadora va ser que del món dels pastors arcadis i dels déus del panteó greco-llatí es va mantenir pràcticament el teló de fons de l'entorn natural, descrivint això «natural» sovint com un jardí conreat, i els protagoistas del moment eren els propis aristòcrates i els burgesos enriquits, amb tot i la seva indumentària, participant en converses brillants i l'heroisme de les quals es resumia en una conquesta amorosa, encarnant la idea pastoral més d'acord amb les convencions d'un teatre social. En representació, així com el Barroc era «verbos», el Rococó va ser pastoral i breu; malgrat la singularitat del paisatge, la pintura és formalment una acumulació de discontinuïtats, i tot el que dona l'efecte de l'atmosfera i la unitat no és la descripció. D'aquesta forma, el Rococó apareix com el vincle entre el classicisme formal del barroc tardà i el pre-romanticisme sentimental de la classe mitjana.

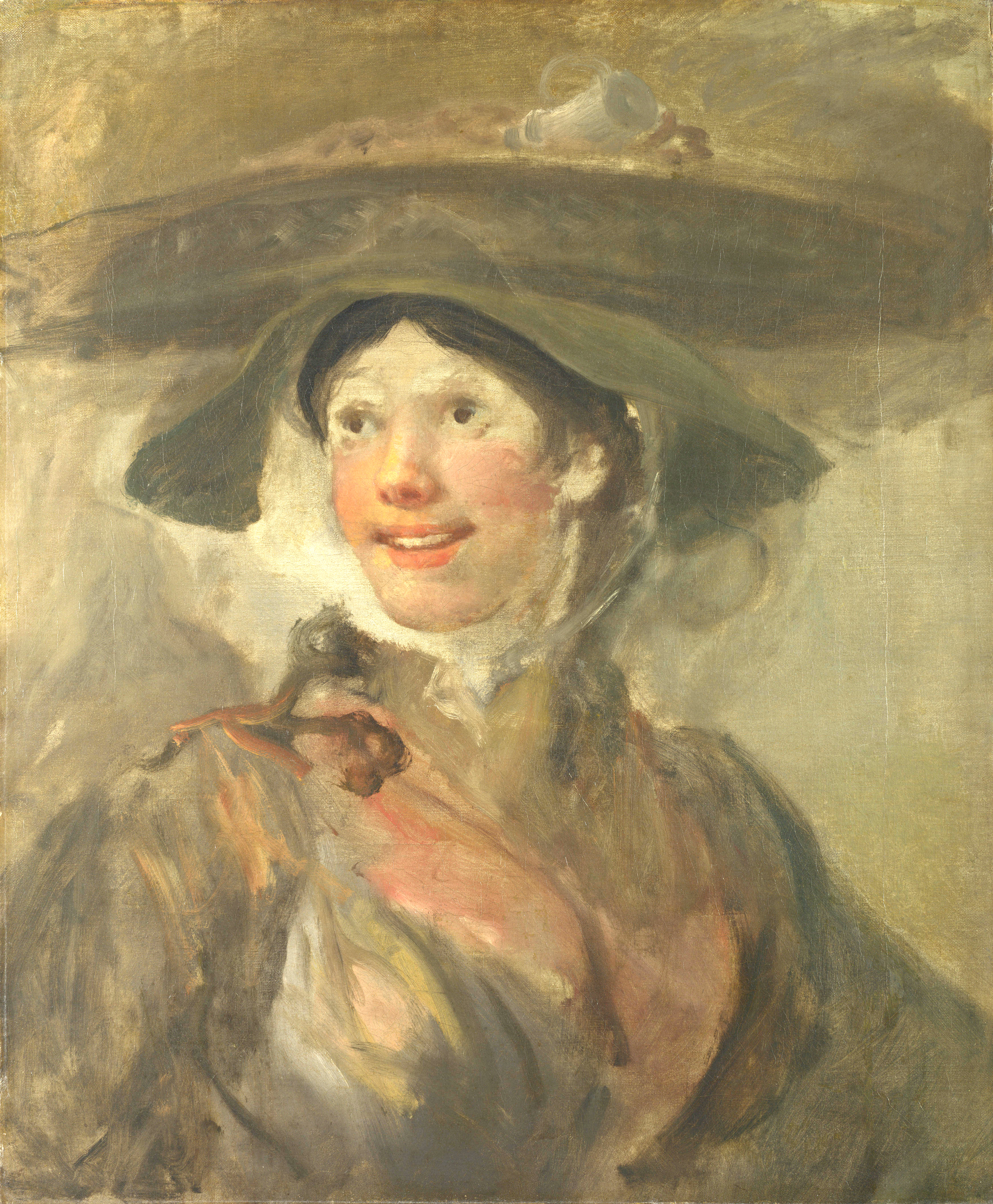
Obra sense títol; però encunyada com La venedora de gambetes o La venedora de quisquillas (ca. 1740-1745), de William Hogarth.

Aquest univers fantasiòs s'alineava també a les concepcions de l'època en quant al caràcter ilusionístic de l'art. Per a la crítica d'aquell temps, el plaer que l'art podia proporcionar només és possible quan l'espectador accepta els termes del joc i se sotmet a ser enganyat per una espècie de màgia. La problemàtica embolicada en la il·lusió artística no era inédia, i la qüestió de si una activitat basada en la imitació i l'engany dels sentits pot ser moralment justificada o ser digna de l'atenció intel·lectual va acompanyar el pensament europeu des dels qüestionaments de Plató, Sòcrates i Aristòtil en l'Antiga Grècia. Durant el segle xviii aquest tòpic va assumir un nou color en la cerca deliberada amb la finalitat de confondre i enganyar al públic, removent-ho de la circunstancialidad i del concret per llançar-ho a l'ambigu món del teatre i la representació amb fluïdesa, una pràctica que en cas contrari no trobaria un suport unànime i seria criticat per molts moralistes, preocupats amb la dissolució concomitant del sentit de la realitat i la fermesa dels valors ètics incentivats per aquestes pintures. D'aquesta forma, no tots els artistes es plantejaven el mateix objectiu. Pintors importants de l'època, van participar de manera més activa en la idea de reformar i moralitzar l'art, com William Hogarth i Francisco de Goya, es van esforçar per sobrepassar les convencions de l'il·lusionisme i auxiliar al públic a restaurar, com afirma Matthew Craske, «la claredat de la seva visió». Així, es van trobar posicions amb diversos graus d'aproximació o distanciament de la realitat objectiva, una dialèctica que li va donar molta força a la creativitat d'aquest període. És important assimilar que, d'acord amb la cultura sofisticada de l'aristocràcia, la civilització era un fenomen necessàriament artificial, i era d'esperar un espectador educat i fi que sabés fer les distincions subtils entre el real i el fictici, així com capaç de bregar amb les complexitats de l'art, i demostrar ser capaç de defensar la xarlataneria gruixuda i l'il·lusionisme barat, indicant el desenvolupament del seu intel·lecte i el seu bagatge acadèmic.
Una altra contribució important per a la formulació de l'estètica del Rococó va ser l'establiment del concepte de «l'art per i per a l'art» iniciat per Alexander Baumgarten en 1750 i aprofundit per Kant en la dècada següent. Aquest afirmava que el principal objectiu de l'art era complaure, i no una utilitat, concebent l'experiència estètica com a sorgiment de la contemplació de la bellesa d'un objecte, i entesa com l'estimulació sensual dels pensaments indiferents, desproveïts d'utilitat o propòsit i desviculados del moral. Per Kant, la bellesa ideal no es declara completament, sinó que es troba constantment suscitant idees sense esgotar-les. Així el significat no està en la determinació d'un concepte qualsevol, sinó en el diàleg incessant entre la imaginació i l'enteniment. Per això qualifica l'art com un «joc seriós», veient en aquest aspectes de la lucidesa com la llibertat o el desinterès. D'aquesta forma el Rococó planteja definitivament en l'art occidental la qüestió de l'esteticisme, encara amb l'ambigüitat que envolta el seu mètode representatiu i els seus principals objectius, deixant en clar la convenció primordial que la pintura existeix, existeix tant per a un observador com per ser observada, però portant amb si un greu problema per a les generacions futures, segons Stephen Melville, «dir que el que li succeeix a un espectador d'una pintura és fonamentalment diferent del que succeeix a una persona que mira un fons de pantalla o un paisatge per la finestra», element dialèctic que es tornaria crucial per a la discussió i validació moderna de l'art en si, així com el seu fer i el seu entendre i l'autonomia mateixa de l'estètica, que encara no han estat resolts satisfactòriament.
Tècnicament la pintura rococó va tenir una major llibertat d'expressió a diferència de la pintura barroca o acadèmica. La pinzellada és nítida i desenvolupada, amb la creació de textures i d'un efecte per vegades similar als quadres impressionistes, donant-li a moltes composicions un aspecte d'esbós i inacabat, la qual cosa deixava a l'espectador amb més eficiència sol·licitant que ell mentalment completés el que li havia estat presentat esquemàticament. Es neguen les especifidades realistes i la primacia de la línia, l'espai té la seva perspectiva escurçada creant una ambientació més tancada, els escenaris de fons són més simplificats privilegiant el primer pla, i es busquen efectes suggestius de l'atmosfera. La representació del vestuari, malgrat això, tendeix a ser el bastant real com per exhibir la sumptuositat de la tela i la riquesa de les joies i els ornaments usats pels models. El color, aspecte central en el Rococó, era la preocupació dels artistes i es va convertir en un problema extremadament complex. Els llibres destinats als aficionats i principiants en aquells temps, en comptes de proporcionar instruccions graduals sobre les combinacions de colors primaris, saltaven directament a esquemes de mescla amb desenes i desenes de gradacions, i el refinament en aquesta àrea, en el nivell professional, va anar naturalment molt més accentuat, fins al desenvolupament d'una simbologia pròpia que impliqués cada tipus de to.

### El Rococó sacre i monumental
La pintura rococó no va ser un fenomen exclusivament domèstic i va trobar un terreny fèrtil també en la decoració d'edificis públics i esglésies. En aquests ambients la pintura obstaculitza com un elements important en la composició d'una «obra d'art total», integrant-se l'arquitectura com un mobiliari i els objectes decoratius accessoris, com les cobertes i estucs, amb tal de comprovar la funcionalitat de l'espai. A França i Anglaterra, el Rococó va assumir una forma estrictament profana, no obstant això, en altres regions catòliques d'Europa, però de manera especial al sud d'Alemanya, va deixar monuments religiosos admirables, igual que a Brasil, on els pintors de la regió de Mines Gerais liderats per Mestre Ataíde van formular a través d'un Rococó tardà i del sabor ingenu, la primera escola de pintura nacional, i constituint així, en opinió de Victor-Lucien Tapié, un dels dos fruits més feliços de l'estil en l'esfera religiosa.
La preocupació de les elits il·lustrades més desocupades amb la felicitat i el plaer, acompanyades per un declivi de la influència de la religió, que dissenyaven una atmosfera rococó, podria, en una primera impressió, problematizar l'aplicació de l'estil per a l'art religiós, que atenia abans les necessitats de les classes més baixes i la devoció de les quals no fora en gens afectada pels costums desarrelats de les elits. Les aparents contradiccions de sobte van ser resoltes pels moralistes cristians en asosiación de felicitat desitjada pels sentits amb la felicitat proporcionada per una vida virtuosa, afirmant que el plaer humà és un dels regals de Déu i suggerint que l'amor diví també és font d'una espècie de voluptuosidad sensorial. Amb aquesta associació d'idees, la religió, anteriorment atabalada per la noció de culpa i per les amenaces del foc i la condemnació eterna, va assumir un to optimista i positiu, originant una pintura davant la qual els fidels poguessin resar «una esperança i una alegria» que servís de pont entre la felicitat terrenal i la celeste. El Rococó, empleat en la decoració eclesiàstica, va formar part del moviment de secularització que l'Església Catòlica experimentava des del Barroc, remenant diversos obstacles entre el sagrat i el profà, servint també com una nova i més envolupant manera de celebrar els misteris de la fe, encara quan el seu ornamentalisme va ser també vist per alguns com una distracció dels propòsits primaris de la reunió sacramental.

## Escoles regionals

### França

Embarqui per a l'illa de Citera (c. 1718) de Antoine Watteau, oli sobre tela i pintura característica del Rococó a França. Actualment en el Schloss Charlottenburg.

A França, el Rococó va mostrar el seu rostre més característic, amb un tractament lleu, galant i sensual de les seves temàtiques privilegiades, la pastoral, seguida de les escenes alegòriques i dels retrats. Les seves figures es presenten ricament vestides, col·locades contra telons de fons rural, jardins o parcs, un model tipificat en Fête galant (festa elegant), il·lustrada molt bé en l'obra de Watteau, on els aristòcrates passen el seu temps lliure en entreteniments sofisticats en una atmosfera somiadora i no desproveïda o exempta de connotacions eròtiques, la qual cosa recorda el món idíl·lic que suposadament va existir en l'Antiguitat clàssica. La pintura rococó és, abans de res, intimista i, per tant, no està destinada al públic en general, sinó que més aviat el seu consum va ser dedicat a la noblesa il·lustrada i ociosa de la burgesia més acomodada, tenint un caràcter eminentment decoratiu, retenint molta inspiració de la literatura clàssica. La tècnica és subtil i tendeix al virtuosisme, amb pinzellades lliures i que de certa forma prefiguran l'Impressionisme i una rica paleta de colors, amb un predomini creixent de tons clars, buscant efectes evocatius de l'atmosfera.
El decorativisme de la pintura rococó va extreure la seva essència de la rica ornamentació comuna en moltes obres, de la profusió de detalls representats amb deteniment, del cromatisme sofisticat, de la riquesa dels vestits i escenaris, al punt de convertir-se en un valor en si mateix, en composicions que venen a perdre el seu enfocament narratiu enmig del frenesí de la plasticitat pura, de l'atractiu sensorial immediat. Entorn d'una important obra de Watteau, Embarqui per a l'illa de Cítera —considerada un paradigma de l'estètica del plaer  típic del Rococó, en tractar-se de l'illa de naixement de Venus—, Norman Bryson opina que l'estil del pintor ofereix un contingut narratiu prou bast amb prou feines per suggerir determinada lectura de l'obra, més no per esgotar-la, ja que estableix un «buit semàntic» que inicia una pràctica de dissociació entre el text de referència i la pintura que il·lustra, fet que prefigura en certa forma la modernitat, i que minimitza així la dependència de la mateixa font literària per a la creació artística en altres camps, al mateix temps que —segons Catherine Cusset— substitueix el contingut psicològic o metafísic per una «plétora d'idees».

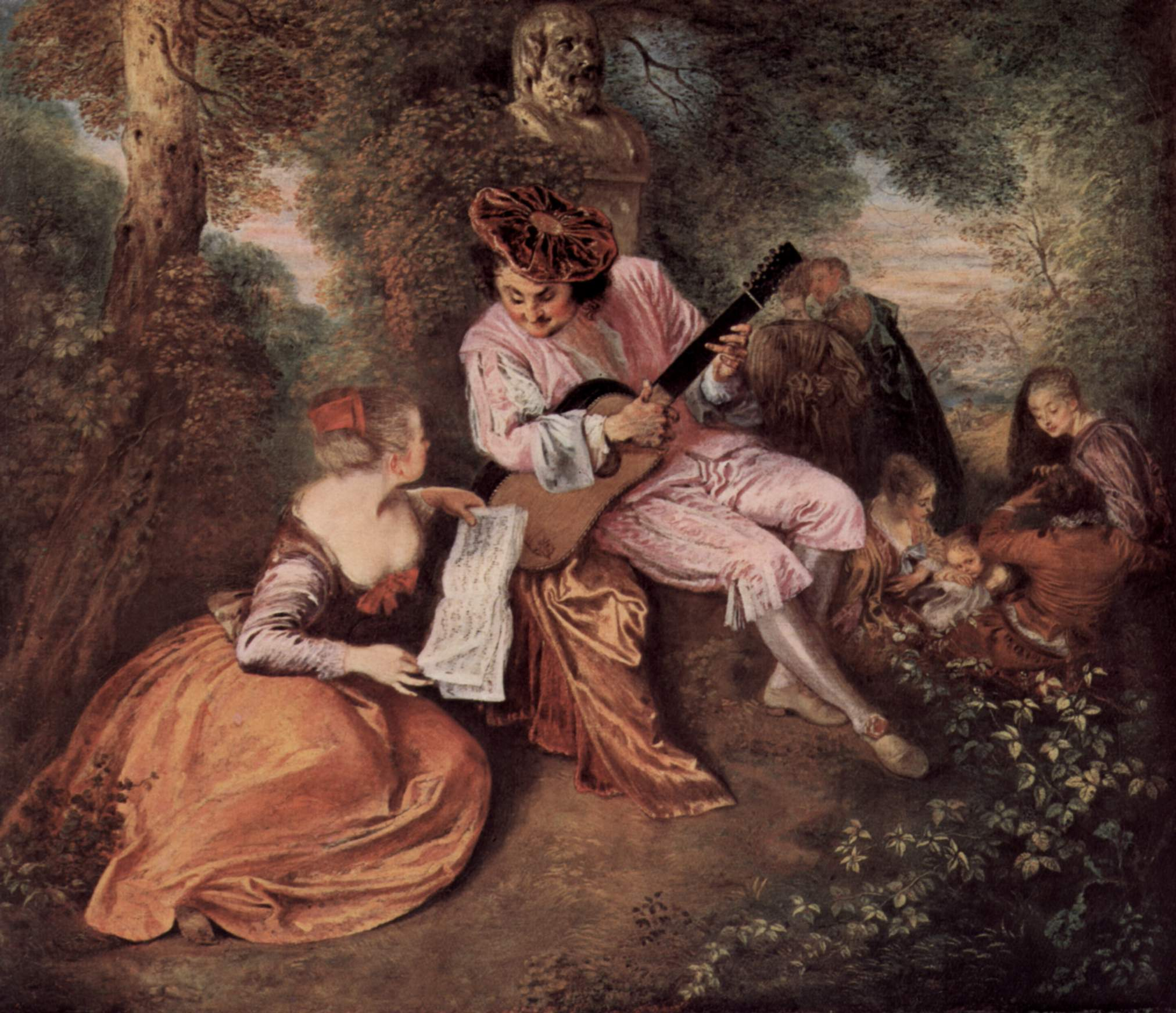
La Gamme d'Amour (c. 1717), de Antoine Watteau. Actualment en la National Gallery.

En aquesta estètica del plaer i la sensualitat hi havia un atractiu especial, però que exercia no com un component de la narrativa de l'erotisme pur, sinó més aviat, com una excusa perquè els artistes exploressin els límits de la representació, originant una tangibilidad que suscités una resposta sensorial global més immediata i intensa, cosa que era dels paràmetres per a la qualificació d'una obra d'art en aquell temps, inscrivint-se com una concepció més àmplia de la vida on el despreocupat plaer de viure era la tònica. El que suggereix d'una forma molt explícita, és que el complement més atractiu a la fantasia del públic la presenta com un tot, cosa que es considera ofensiva, sent l'erotisme en la pintura rococó molt més penetrant i eficaç que en composicions en les quals s'ha esgotat el significat des del principi per l'obvietat en què es plantegen les referències directes. Malgrat aquesta aura més dominant del suggeriment i la insinuació, exemples d'erotisme més cru són oposats, de forma especial en l'obra de François Boucher, un dels grans mestres del Rococó, que d'acord amb Arnold Hauser va tenir fama i fortuna «pintant sins i natges» i així es va acostar a un univers més popular, encara que també era capaç de romandre en altres ocasions dins dels límits de la decència pública i crear peces de gran dignitat i delicat encant.
Un altre dels grans pintors francesos és Jean-Honoré Fragonard, alumne de Boucher i colorista expert, que va continuar amb la tradició d'al·legories poètiques i sensuals dels seus antecessors, però sent també apreciat pels seus contemporanis gràcies a l'enorme versatilitat que mostrava, adaptant-se a les necessitats d'una gran varietat de temes i gèneres, acumulant enorme fortuna amb la venda de les seves obres amb motiu de la pobresa generada després de la Revolució Francesa. Durant la rehabilitació del Rococó al segle xix va ser anomenat el «Querubí de la pintura eròtica», elogiat en alts termes per la seva capacitat de crear efectes de suspensió emocional i tensió sensual sense caure en el indecorós. Finalment, altres pintors que van destacar en el Rococó de França fueon: Jean-Marc Nattier, els tres Van Lloo (Jean-Baptiste, Louis-Michel i Charles-André), Maurice-Quentin de la Tour, Jean-Baptiste Perronneau, François Lemoyne, Elisabeth Vigée-Li Brun, Jean-Baptiste Pater, Alexander Roslin i Nicolas Lancret entre molts més.

### Anglaterra
El sistema social anglès diferia en diversos punts respecte al model continental. L'aristocràcia formada pels nobles i rics comerciants també tenia control del poder, encara que s'esforçava per implantar un sistema plenament capitalista que originava, alhora que aconseguia, la competència de la burgesia, sabedors que els seus objectius eren comuns i s'identificaven amb els de l'Estat, per a benefici propi i de la nació. No existia un aura mítica al voltant del «naixement noble», l'estratificació social era més versàtil, associant-se freqüentment els plebeus a la noblesa per mitjà del matrimoni, i els estrats més baixos van mostrar un grup bastant homogeni que en la pràctica és poc distingit de la Classe mitjana. Una altra característica distintiva era que els nobles eren els qui pagaven la major part dels impostos, a diferència de França, on aquests estaven exempts de totes aquestes taxes. Conjuminat a això, a Anglaterra s'havia anat formant una considerable quantitat de lectors entre la plebe, molt més informat sobre fets generals, política i mateix art que el d'altres regions, per mitjà de la creixent divulgació de llibres i de la circulació de diversos periòdics populars. Aquests factors van propiciar en la societat anglesa una llibertat d'expressió desconeguda en altres països d'Europa, i que ho tornarien un dels països amb major riquesa el segle següent.

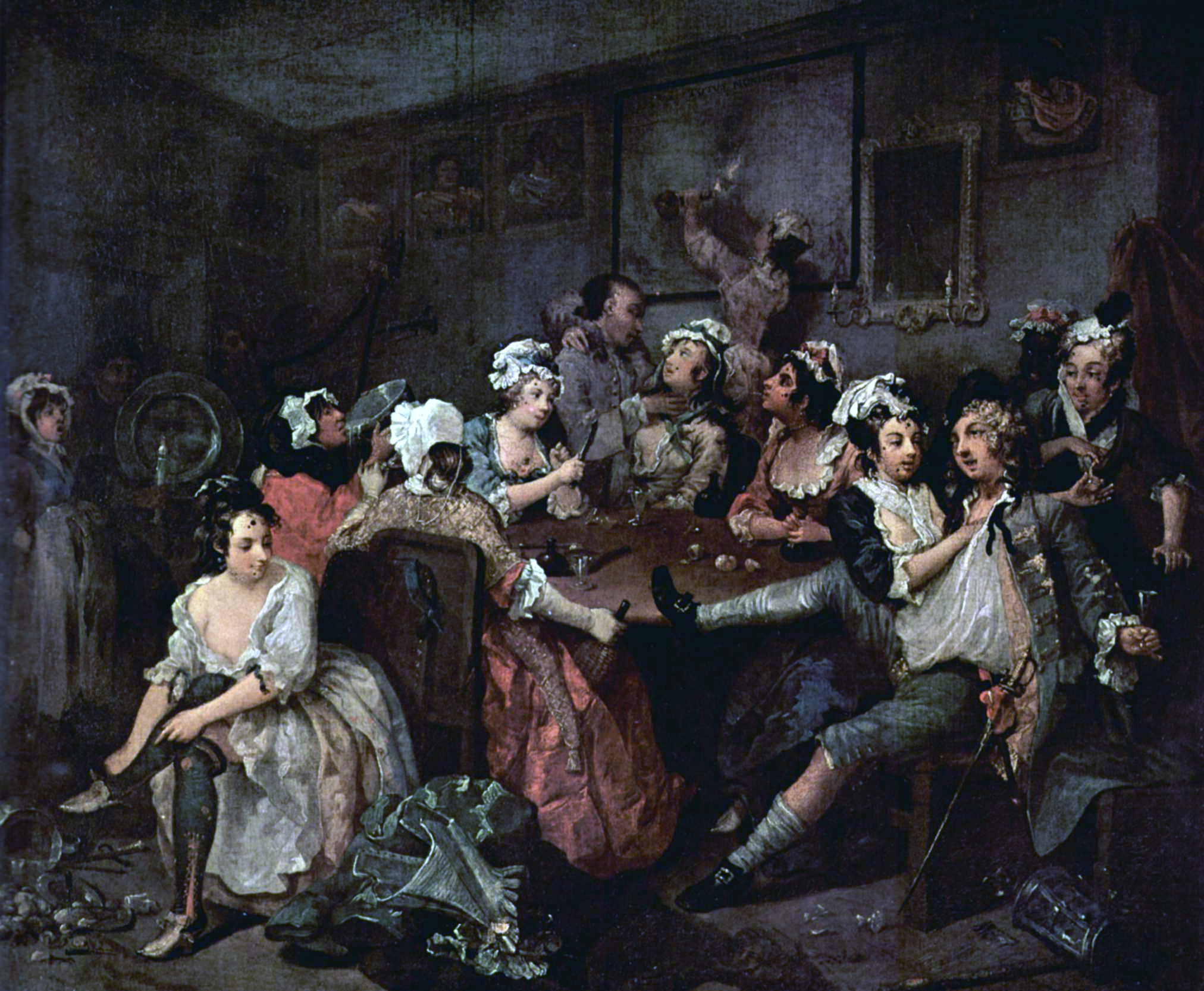
Oli sobre llenç de la vida d'un llibertí (c. 1732-1735), obra feta per William Hogarth. Actualment en el Sir John Soane's Museum a Londres.

El Rococó anglès va ser un producte importat de França, i des de la seva introducció es va tornar una moda, encara que la recepció de l'estil a Anglaterra no va estar exempta de contradiccions, una vegada que històricament les relacions entre els dos països van ser marcades per conflictes. Les elits, no obstant això, van aprofitar un període de pau, van saber separar qüestions polítiques de les estètiques, van visitar França com a turistes, van incentivar la migració d'artistes francesos i van importar gran quantitat d'objectes decoratius i peces d'art rococó, mentre que la resta de la població tendia a enfrontar tot el que era francès amb desdeny. Sobre aquesta base popular van aparèixer escriptors satírics com Jonathan Swift, i artistes com William Hogarth, amb sèries en llenç i gravats de forta crítica social com La vida d'un llibertí i el Casament a la moda, van exposar sense censura en una obra robusta i francament narrativa els vicis de l'elit francòfila. En termes temàtics es tractava  un cas asilat, i la reacció al seu treball per l'elit va ser previsiblement negativa, com un símptoma dels temps, formalment el seu estil personal li deu molt a França. El mercat d'art estava completament destinat a l'estil estranger, i els artistes locals van haver d'afrontar la situació, adoptant àmpliament els principis del Rococó francès. Els gèneres més populars a Anglaterra van ser el retrat i les «pintures de conversa», escenes on es mostraven grups d'amics o familiars embolicats en converses, una tipologia que refrescava el retratisme com el paisatgisme, introduïda per l'immigrant Philip Mercier i possiblement inspirada en les Fêtes galants de Watteau. El gènere va ser conreat també per Francis Hayman, Arthur Devis i Thomas Gainsborough, tal vegada el més típic i brillant pintor del Rococó anglès. Gainsborough practicà també el paisatgisme pur, on va desenvolupar un estil de simplificació de l'escenari, de descripció inespecífica i teatralizada, i de l'alteració dels seus colors bàsics i del sentit de perspectiva, artificialismes típics del Rococó, a més d'haver deixat una important labor en l'àmbit del retrat. També hem d'esmentar l'immigrant alemany Johann Zoffany, amo d'un estil original, creant escenaris complexos d'interiors replets d'obres d'art i retrats de grup, i Thomas Lawrence, representant del Rococó tardà i retratista celebrat, la carrera del qual es va estendre fins al Romanticisme, encara que les seves obres primerenques destaquen extraordinari encant i gràcia juvenil.

### Itàlia i Alemanya
Encara que gran part del Rococó germànic deriva directament del francès, la seva principal font és el desenvolupament del Barroc italià, i en aquests països la distinció entre tots dos moviments és més difícil i subjectiva. A Itàlia, pàtria del Barroc, aquest estil continuava atenent les necessitats de sensibilitat local, i el model del Rococó francès no va ser respectat en la seva essència, ja que es va alterar el seu abast temàtic i el seu èmfasis significant, expressant-se principalment en la decoració monumental. En el camp de la pintura, el major creiciment va ocórrer a Venècia, al voltant de la figura predominant de Giovanni Battista Tiepolo, cèlebre muralista que va deixar obres importants també al nord dels Alps i a Espanya. El seu estil personal era perfectament una continuació del Barroc nadiu, adoptant una paleta de colors lleu i lluminosa, construint formes vives, alegres i plenes de gràcia i moviment, que ho van fer caure en l'òrbita del Rococó, a pesar que el seu to sempre és elevat i la seva temàtica molt sovint abastava el sagrat o glorificat. Altres noms italians dignes de nomenar són Sebastiano Ricci, Francesco Guardi, Francesco Zugno, Giovanni Antonio Pellegrini, Giovanni Domenico Tiepolo, Michele Rocca i Pietro Longhi, amb una temàtica molt variada de l'escena domèstica al paisatge urbà, passant per al·legories mitològiques i obres sagrades.
Una de les principals figures germàniques és Franz Anton Maulbertsch, actiu en una vasta regió d'Europa Central i Oriental decorant nombroses esglésies, considerat com un dels grans mestres del fresc del Segle XVIII. Posseïdor d'un talent original, així com una d'una tècnica brillant i sent un gran colorista, va trencar els cànons acadèmics i va desenvolupar un estil fortament personalista de difícil categorització, moltes vegades comparat a Tiepolo per l'elevada qualitat de la seva obra. Cap al final del segle, es va desenvolupar a Alemanya una aversió pel suposat excés de artificialisme en el model rococó francès, igual que va ocórrer en alguns sectors del món artístic d'Anglaterra -el mateix de la pròpia França-, i els nacionalistes alemanyes recomanaven l'adopció de maneres sòbries, naturals i industrioses angleses com un antídot contra les «afectacions teatrals» i la «suavitat de les falses gràcies» franceses. També han de ser inclosos com a mestres importants del Rococó germànic monumental Johann Baptist Zimmermann, Antoine Pesne, Joseph Ignaz Appiani, Franz Anton Zeiller, Paul Troger, Franz Joseph Spiegler, Johann Georg Bergmüller, Carlo Carlone, entre molts altres, que van deixar una marca en les seves obres en palaus i esglésies.

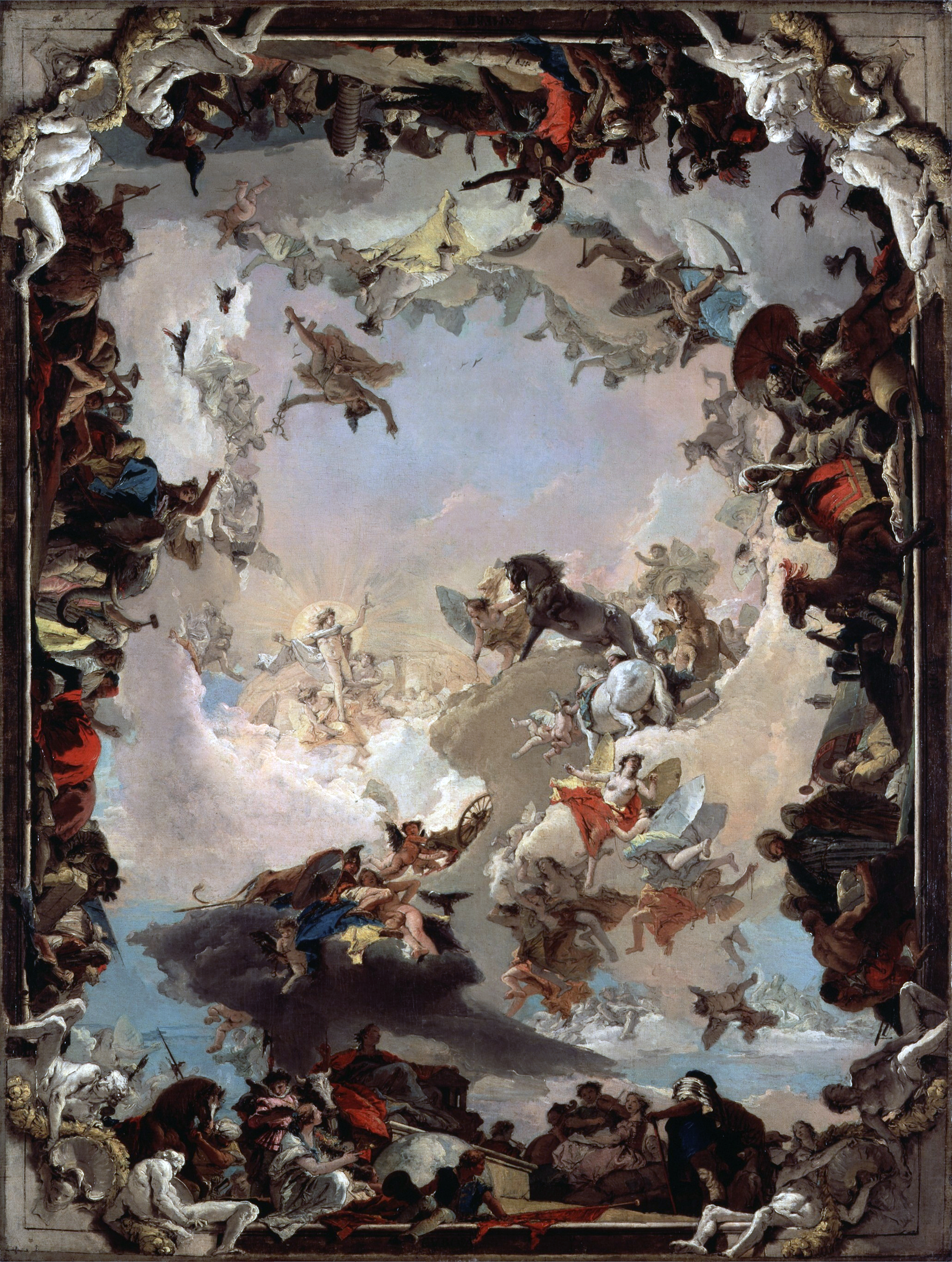
Giovanni Battista Tiepolo: Al·legoria dels Planetes i dels Continents , 1752.
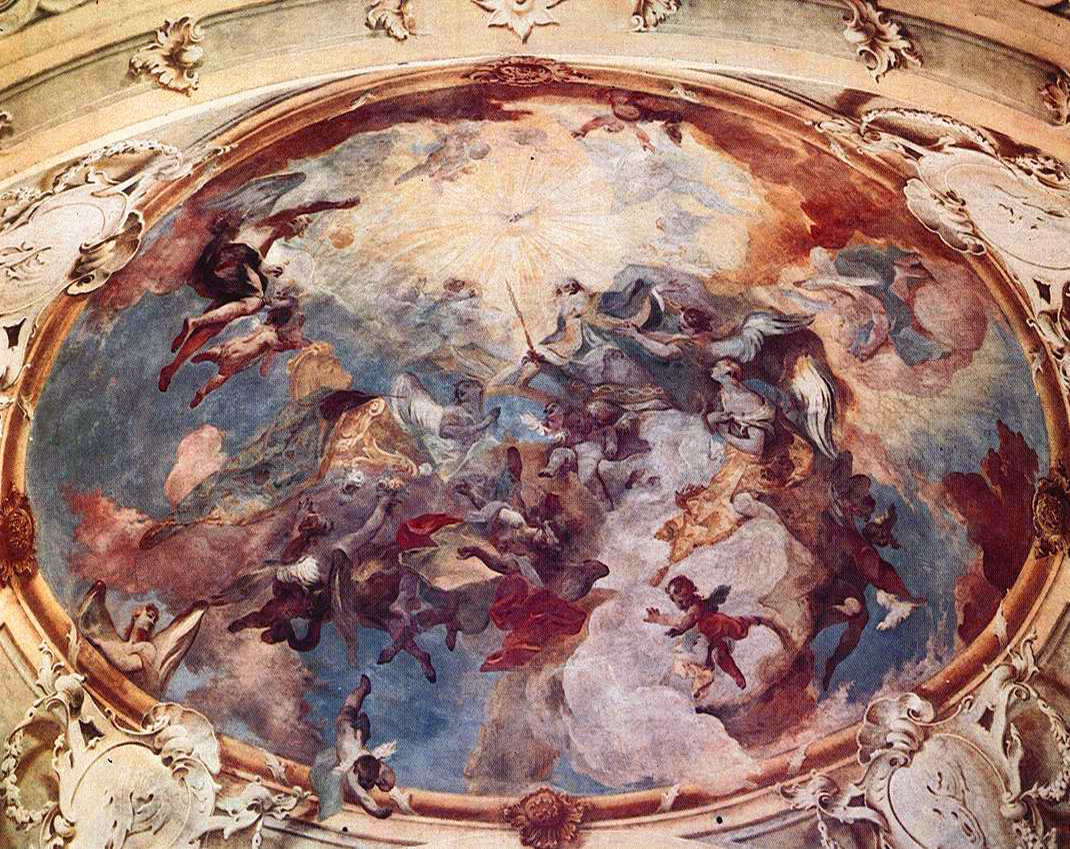
Franz Anton Maulbertsch: Crist i Déu Pare, 1758. Pintura iconogràfica del moviment Rococó a Alemanya.
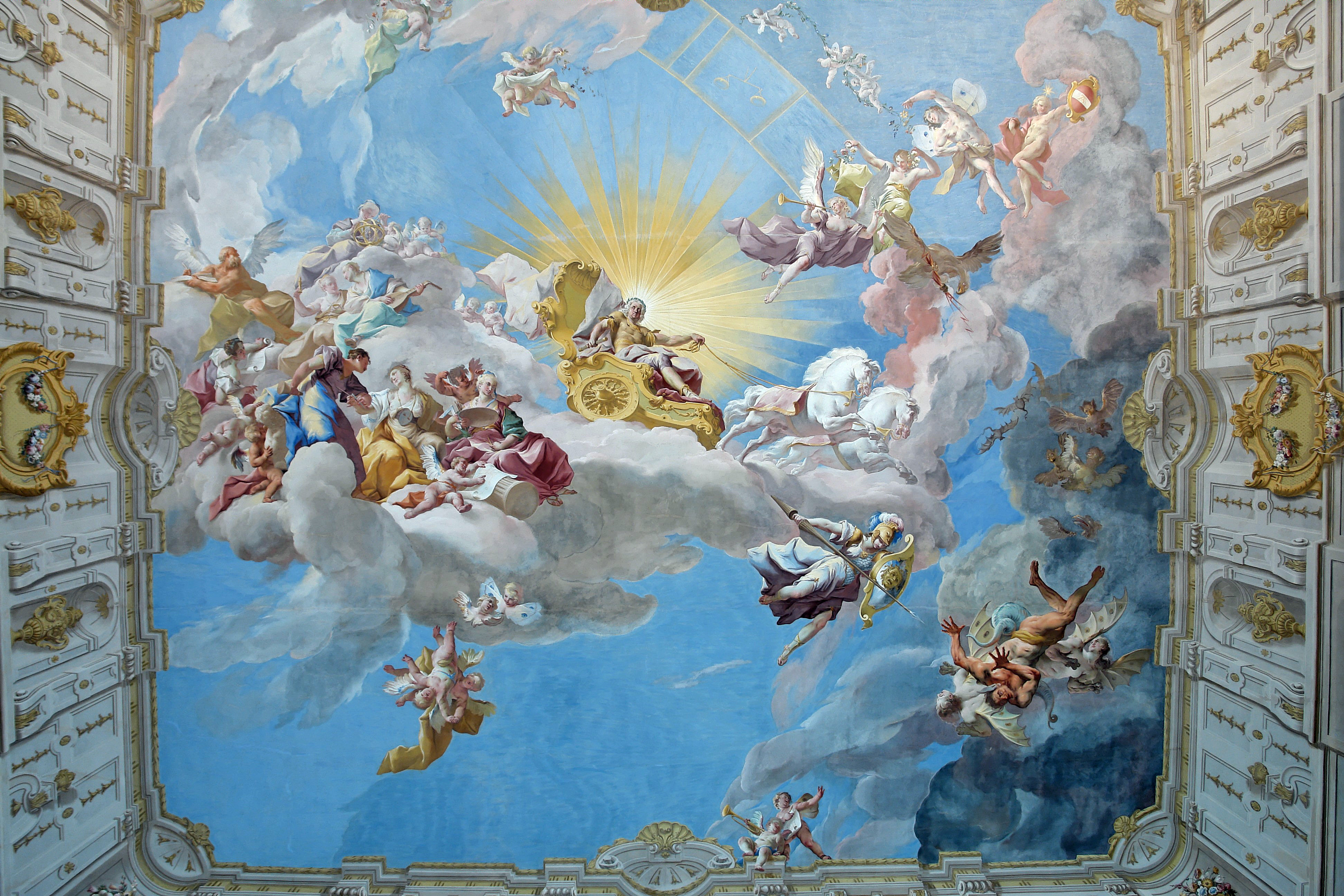
Paul Troger: Apoteosi de Carles VI, 1739. Aquesta pintura va ser feta per Troger com decoratiu per a la  abadia benedictina de Göttweig.

### Altres exemples
En la bibliografia consultada són escassos els pintors rococó de real importància en altres països, però en alguns casos, més o menys aïllats, mereixen un esment especial: a Espanya, la genial figura de Francisco de Goya difícilment admet adscripció a un sol estil, donada l'amplitud i el caràcter tan personal de la seva obra. No obstant, cal assenyalar que els cartrons per a tapissos que va realitzar i molts dels seus retrats s'emmarquen en l'estètica rococó. En efecte, a partir de 1775, va començar a pintar cartrons per a la Real Fàbrica de tapissos en els quals, seguint el gust de l'època, va reflectir una temàtica costumista i popular. De la mateixa manera, en els seus retrats no idealitza els models, havent de recordar que el retrat de l'època es caracteritza precisament per la reflexió indirecta i irònica, amb una observació exacta del model i freturós de judici de valor, com pot veure's en l'autoretrat de William Hogarth, amb l'evident paral·lelisme entre l'autor i el seu gos, els autoretrats de Quentin de la Tour o l'escultura de Voltaire de Jean-Antoine Houdon, en la qual el filòsof apareix marcit, cínic i calb, així com les pintures de Ramón Bayeu. Com a pintors del Rococó espanyol, destaquen Luis Meléndez i Luis Paret i Alcázar. El primer va fer retrats, especialitzant-se posteriorment en natures mortes. Per la seva banda, el segon, és la més important aportació espanyola a l'estil; va pintar des de paisatges amb figures fins a escenes de gènere. També cal esmentar l'obra pictòrica d'Antonio Viladomat, Francesc Tramulles Roig i Francesc Pla.
Altres exemples del Rococó en altres països són: als Estats Units, John Singleton Copley; a Rússia, Dmitry Levitsky, Ivan Argunov i Fyodor Rokotov; als Països Baixos, Rachel Ruysch i Jan van Huysum; en Països Escandinaus, Carl Gustaf Pilo i Georges Desmarées; a Portugal Petxina de pelegrí Portuense i Pedro Alexandrino de Carvalho, i a Brasil el ja citat Mestre Ataíde.

## La fortuna crítica de la pintura del Rococó
L'esperit del Rococó va començar a ser atacat a partir de l'ascensió de la crítica inspirada per la filosofia il·lustrada, com la practicada per Diderot, així com pels ideals puritans de la classe mitjana, sorgits al voltant de mitjans del segle xviii, això va portar amb si censures que des de llavors van ser aplicades i van estar dirigides sobretot a la seva versió francesa o els seus derivats més literals. El Rococó francès va ser un estil totalment aristocràtic, derivat d'una societat que encara tenia una rígida estratificació social i que va representar la fase final de l'antic sistema econòmic feudal. La Il·lustració va qüestionar les bases d'aquesta societat així com el model de civilització i cultura que proposava, va dissoldre les jerarquies i els models de patronat que van alimentar la pintura rococó, ja vista i qualificada com a frívola, efeminada, elitista i excessivament ornamental, va veure el món des d'una perspectiva més equitativa, independentment de les tradicions, mites i religions, va anul·lar els privilegis de bressol i va establir nous criteris per a l'adquisició del coneixement, on regnava la claredat de la raó i de la demostració lògica i científicaba sobre les ambigües i obscuras subtileses de l'opinió, del sentiment i del metafísic.

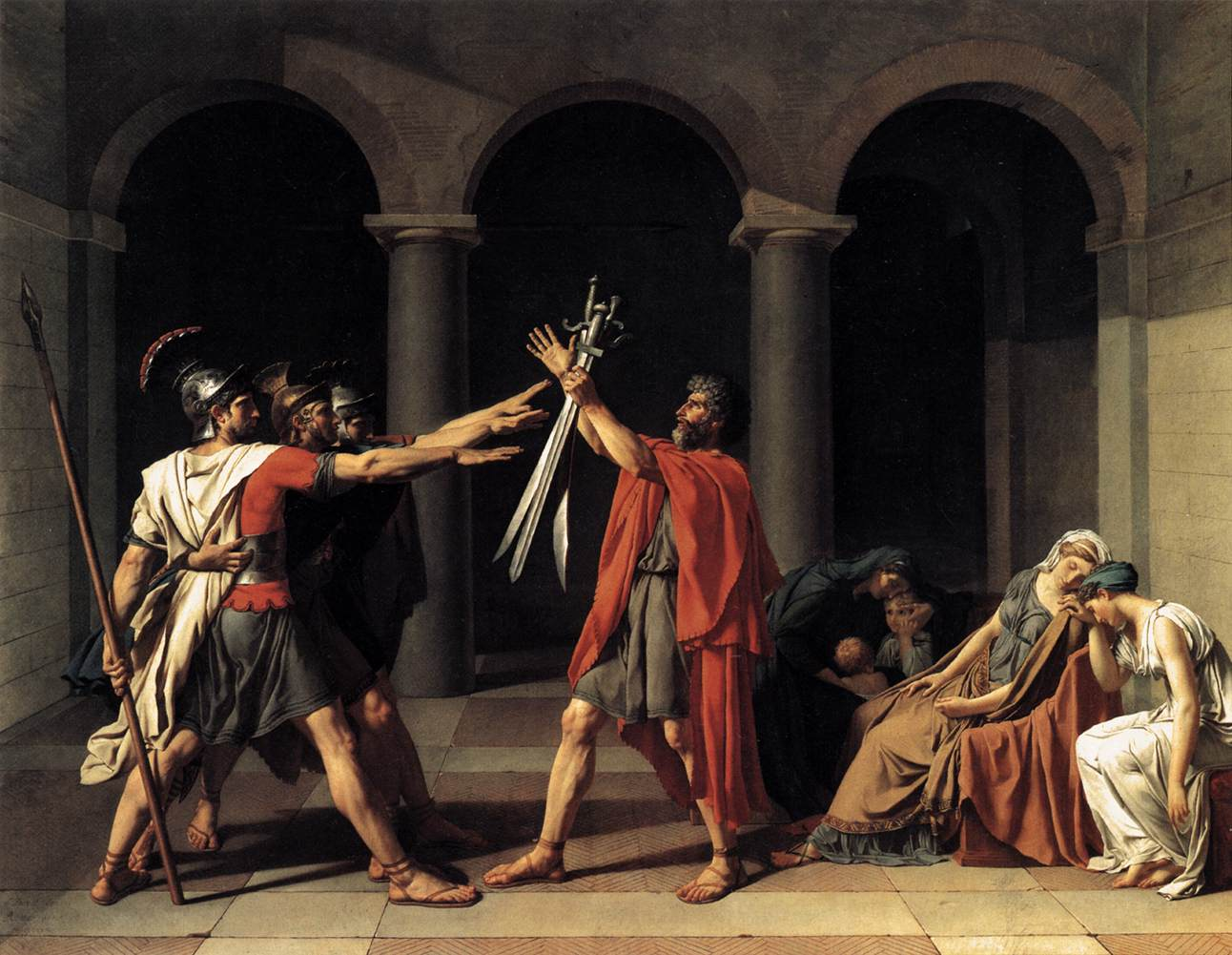
Jacques-Louis David: El jurament dels Horacis, 1784. Obra capital del Neoclassicisme ètic, heroic i auster.

La classe mitjana, al seu torn, identificava fàcilment l'estil Rococó com el rostre de l'elit corrupta i disoluta que volia enderrocar, i l'art que conreava i apreciava, principalment el de Chardin i Greuze, era diametralment oposat tant en la forma i el contingut. Aquest procés va culminar en la Revolució Francesa i en el sorgiment del Neoclassicisme, amb un retorn d'ideals artístics basats en valors d'austeritat, pietat, civisme i ètica, una reafirmació dels principis masculins i una rehabilitació de la pintura històricament moralitzadora, a costa de la femininante graciosa, intimista i sensual del Rococó.
Però l'eclipsi de l'estil va ser molt breu. Superada la fase més rigorosa del neoclassicime i recuperant-se en cert grau l'estabilitat política europea després de la Revolució i el fracàs final de Napoleó Bonaparte, en la dècada de 1830, l'art Rococó va tornar a l'escena a través de la literatura de Gérard de Nerval, Théophile Gautier i altres autors, desil·lusionats amb excessiva èmfasi, ja que consideraven, en la concepció que l'art sempre deu ser produït amb un propòsit cívic o didàctic, i que el món havia arribat a ser dominat per una burgesia inculta i freturosa de gust. El grup va començar a desenvolupar un estil revivalista i nostàlgic, inspirat en la literatura i pintura del segle xviii, i seguint una manera de vida semblant al de l'antiga aristocràcia, amb els seus salons i hàbits sofisticats, atraient l'atenció d'altres escriptors i poetes. Després, el seu nombre es tornaria considerable, donant origen a una subcorrent romàntica en la literatura i arts visuals, anomanada «Romanticisme fantasiós», que tindria gran acceptació popular entre la dècada de 1840 a 1850.

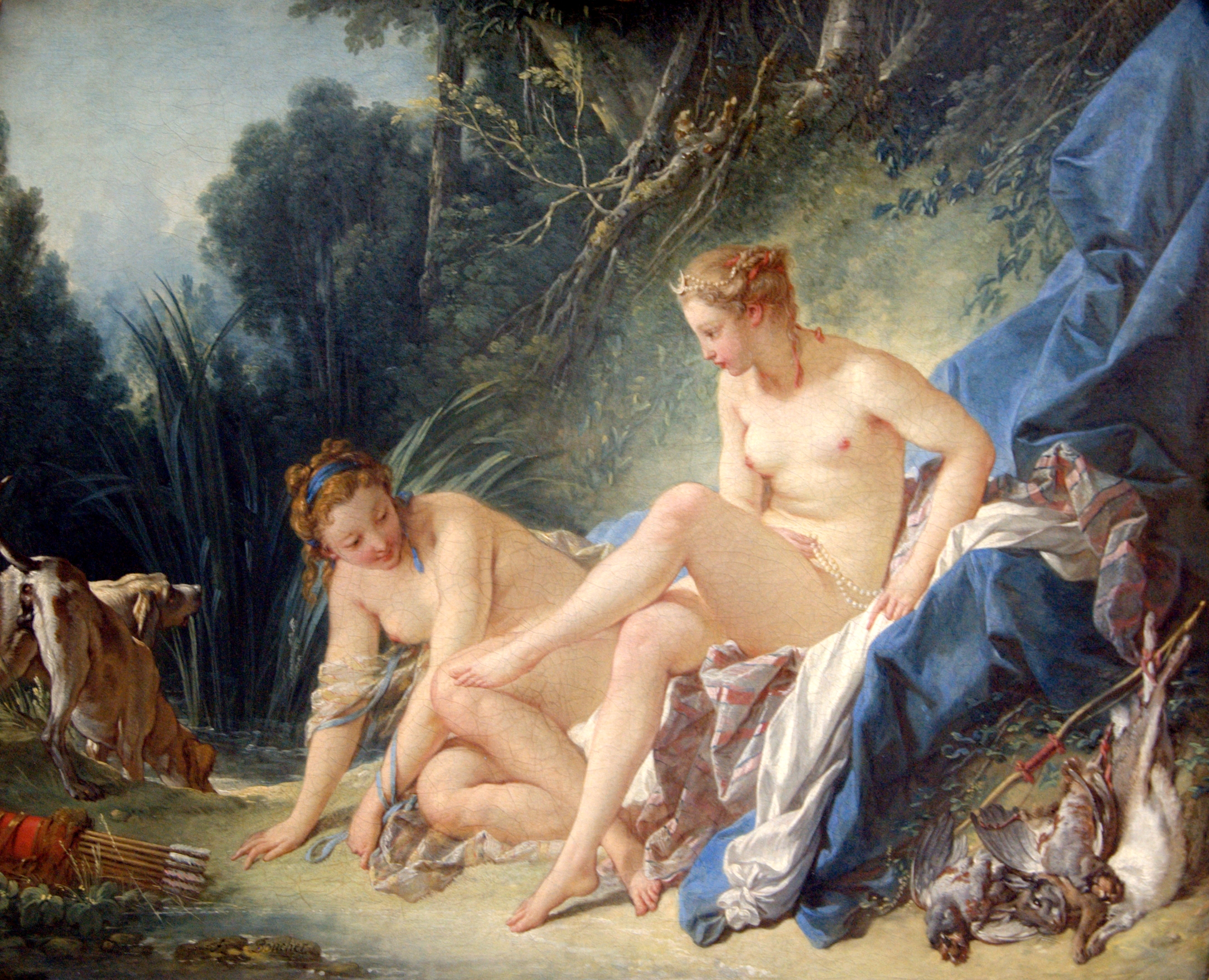
El bany de Diana, de Boucher (h. 1750, Museu del Louvre, París). El gènere mitològic es torna delicat i sensual.

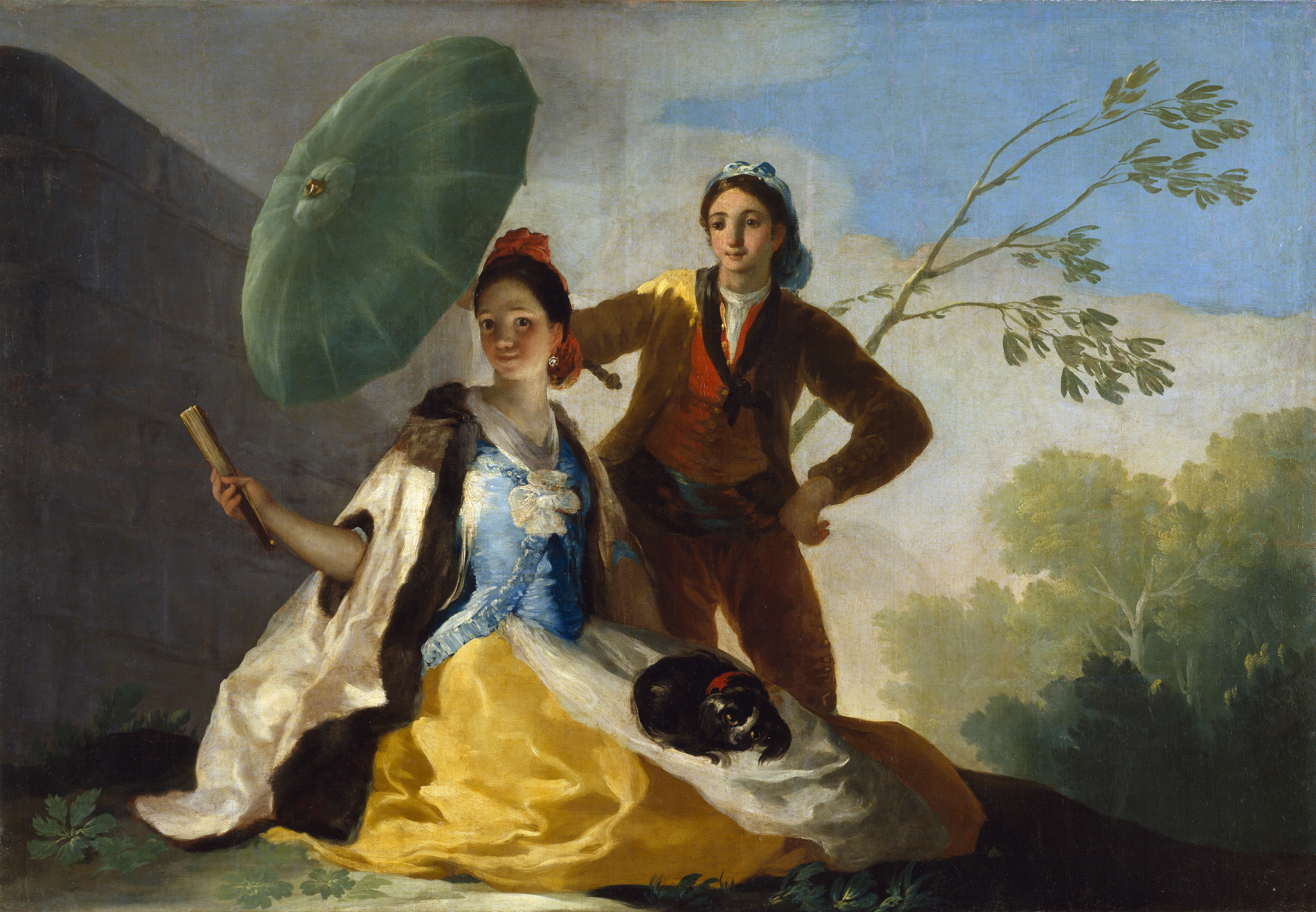
Francisco de Goya: El parasol, 1777

Cap a finals del segle xix, el Rococó francès va ser plenament recuperat i instaurat com un patrimoni cultural nacional de França, juntament amb la rehabilitació de les arts decoratives en general. En aquesta època es va multiplicar la literatura crítica respecte a l'estil, van ser instituïts museus per a les arts decoratives, diversos monuments del segle xviii van ser restaurats i la pintura Rococó va tornar a ser acceptada com a part  integrant d'una concepció global de decoració d'interessos, així com va ser entesa a l'origen. Aquest renovat entusiasme pel Rococó va culminar amb la seva consagració en el Museu de Louvre en 1894, amb la destinació d'una sala enterament dedicada a l'art del segle xviii, on es van recrear ambients complets. També es va estimular una moda d'objectes i panells decoratius en estil revivalista, i va ser un dels factors per al desenvolupament de les arts aplicades i de l'artesania d'alta qualitat de Art Nouveau, tenint també un caràcter simbòlic de reaproximación de les elits heretades de la noblesa amb la burgesia de la Tercera República. Al mateix temps, es va rescatar la importància de Tiepolo com un dels més destacats muralistes del segle xviii, i a principis del segle XX Oswald Spengler va fer un elogi emocional de l'art Rococó en el seu treball La decadència d'Occident.
Mentrestant, altres autors com Egon Friedell, qui va escriure en el període d'entreguerres, va continuar considerant que l'estil era poc afavoridor. Un nou interès pel Rococó va sorgir en la dècada de 1940 quan Fiske Kimball va publicar el seu important estudi The Creation of the Rococo (1943), que va tractar de definir i descriure l'estil en bases crítiques acuradament històriques, però que més aviat va servir per generar una sèrie de noves qüestions que van portar a la llum inconsistències en la seva definició. Tot això, va evidenciar la seva complexitat i va alimentar els debats acadèmics posteriors, amb grans contribucions d'Arnold Hauser en la dècada de 1950, va apreciar l'estil d'una forma més profunda i comprensiva gràcies a les idees Marxistes, i de Philippe Minguet i Russell Hitchcock en la dècada de 1960, enfocant-se aquests en els conjunts arquitectònics, així com Victor Tapiè i Myriam Oliveira els qui van acreditar que en les dècades del 70 d'ara endavant va haver-hi una regressió en la cerca de conceptes ja superats, i particularment mostren com a exemples els enfocaments de Germain Bazin, Anthony Blunt, Yves Bottineau i Georges Cattaui, que van delimitar el tema al Barroc, contradient així les idees pre-Kimball.
El que és clar és que encara existeix molta polèmica i contradiccions en els estudis sobre el Rococó, encara que d'una forma la crítica més o menys està d'acord a veure en la filosofia subjacent de la pintura Rococó elements de superficialitat, elitisme, hedonisme i alienació, encara quan destaquen que aquests aspectes que no expliquen tota la història i que s'aferren a ells a partir de supòsits morals moderns que poden impedir al públic reconèixer el seu valor com a art per dret propi i com a vehicle de significats importants per a la classe que va governar a Europa durant el segle xviii, fet que basta per si per atribuir-li gran interès històric i documental. També s'admet àmpliament que als seus millors moments, la pintura Rococó aconsegueix nivells molt alts d'excel·lència tècnica, és difícil fins i tot per als moralistes més empedreïts ser insensibles al seu encant i la seva riquesa plàstica, així com a la capacitat dels seus autors. Un altre punt positiu de la pintura Rococó va ser detectat en la reformulació i suavització de la iconografia cristiana, traduint els elements de la fe i retratant els seus màrtirs i sants dins d'una motllura menys pesada i opresiva d'aquella produïda durant el Barroc, permetent el naixement d'una devoció més jovial i optimista, menys carregada de culpa, i que reconciliava la naturalesa amb el diví. Al mateix temps, la seva índole personalista, la seva curiositat pel nou i exòtic, així com el seu rebuig del Academisme van representar un moviment en direcció a la llibertat i creació espontània, tan apreciades avui dia, i que eren considerats criteris legítims d'avaluació d'una obra d'art en aquells temps. De fet, la mateixa concepció posseïa Alexander Pope en declarar « que algunes belleses no poden ser explicades en preceptes», i que «hi ha gràcies sense nom que cap mètode ensenya, i que només la mà d'un mestre pot aconseguir», qualitats que només podien ser jutjades pel «gust», un element subtil que el propi Voltaire no compartia i «un discerniment ràpid, una percepció sobtada que, com les sensacions del paladar, anticipen la reflexió, accepta el que dona una impressió voluptuosa i rara i rebutja el que sembla groller i desagradable».
En contrast, per a una millor comprensió de la pintura del Rococó és necessari que primer percebem clarament que no només es limita a França, encara que allí hagi mostrat ser més plena, típica i essencialment i sigui la referència bàsica de tot l'estil, però es va expressar d'una gran varietat de formes en una vasta àrea de l'Occident, adaptant-se a altres demandes i reflectint experiències vitals i visions del món molt diversificades, i segons, quan analitzem els seus aspectes més difícils, més paradoxals i més propensos a les crítiques, es tractava de penetrar en la filosfía que adreçava aquell art d'encants i fantasies, de jocs visuals i intel·lectuals i al·lusions vetllades, que prestigiava l'educació i el refinament contra el que es creia groller i inclut, i expressava una voluptuositat i una alegria autèntica per a fets simples de viure en una situació confortable, la qual cosa, si era prerrogativa de pocs en el seu temps, com sabem, avui es va tornar un patrimoni de tots a través del seu llegat artístic. Pel que no farà mal recordar l'advertiment de Locke, que pràcticament apunta al costat artificial de tota representació i per a la necessitat d'acceptar les regles proposades en cada joc artístic de manera que sigui satisfactori:
Es va tractar de trobar falles en les arts de l'engany, on les persones tenen plaer de ser enganyades.

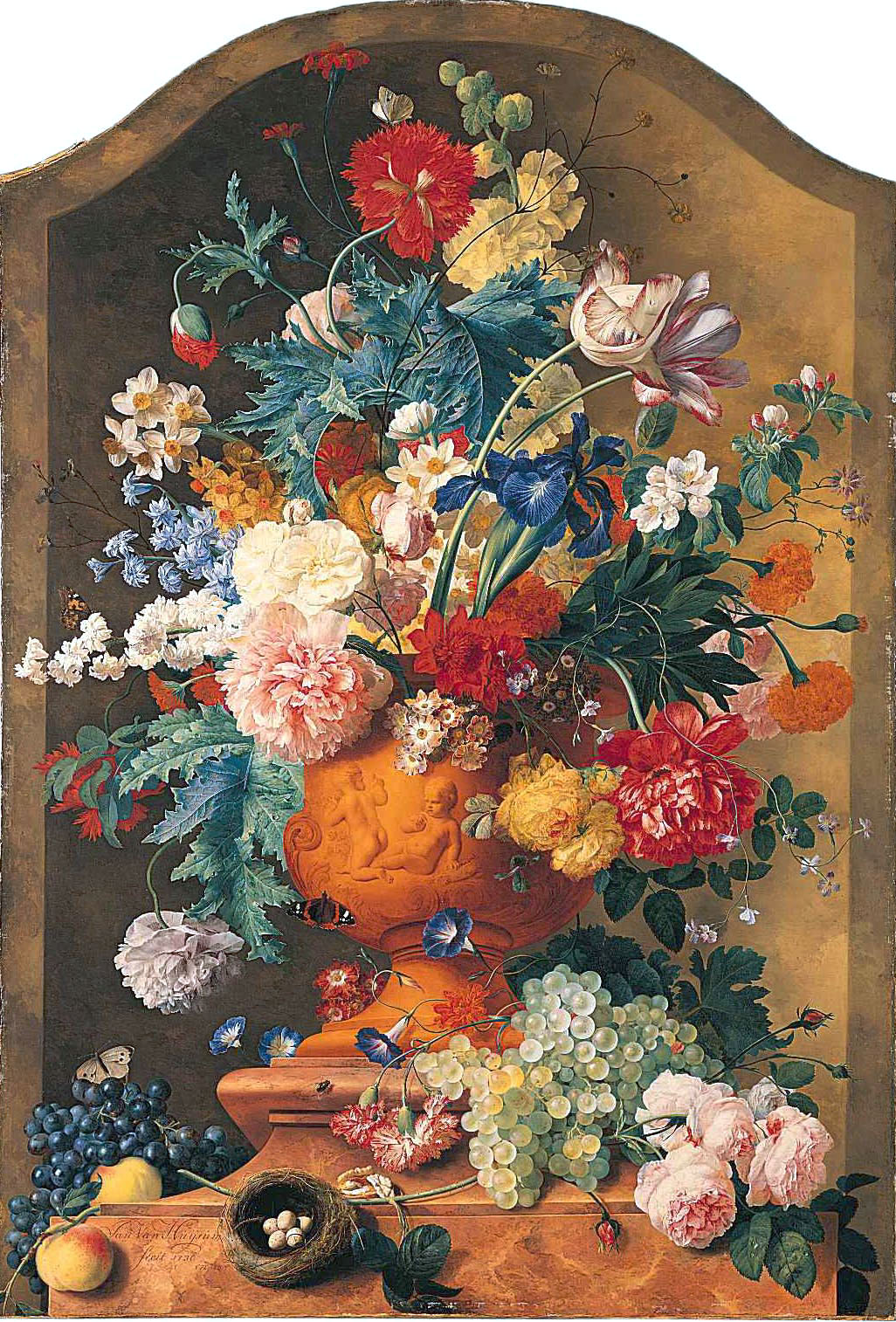
Jan van Huysum: Flores, c. 1736.
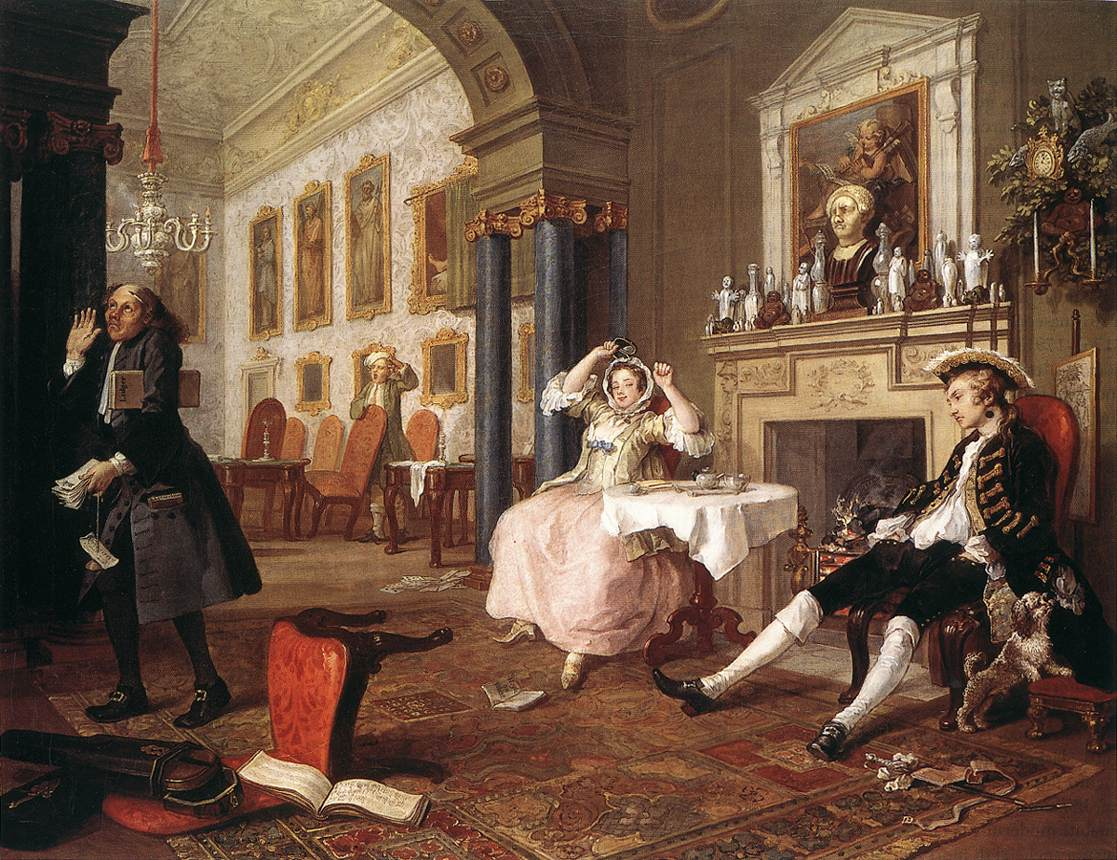
William Hogarth: Seriï Casament a la moda, Després del casament, 1743.
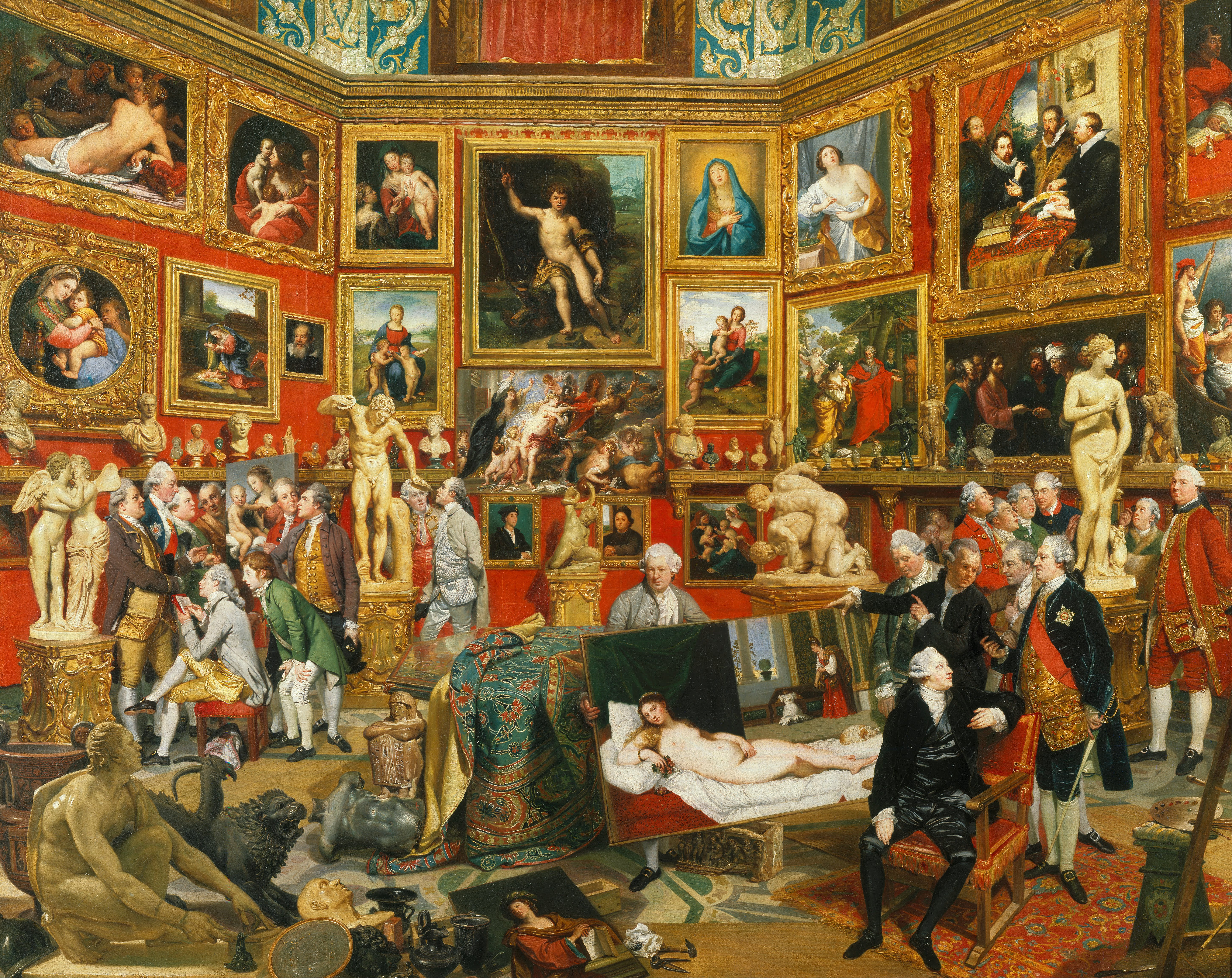
Johann Zoffany: Galeria dels Uffizi, 1772-78.
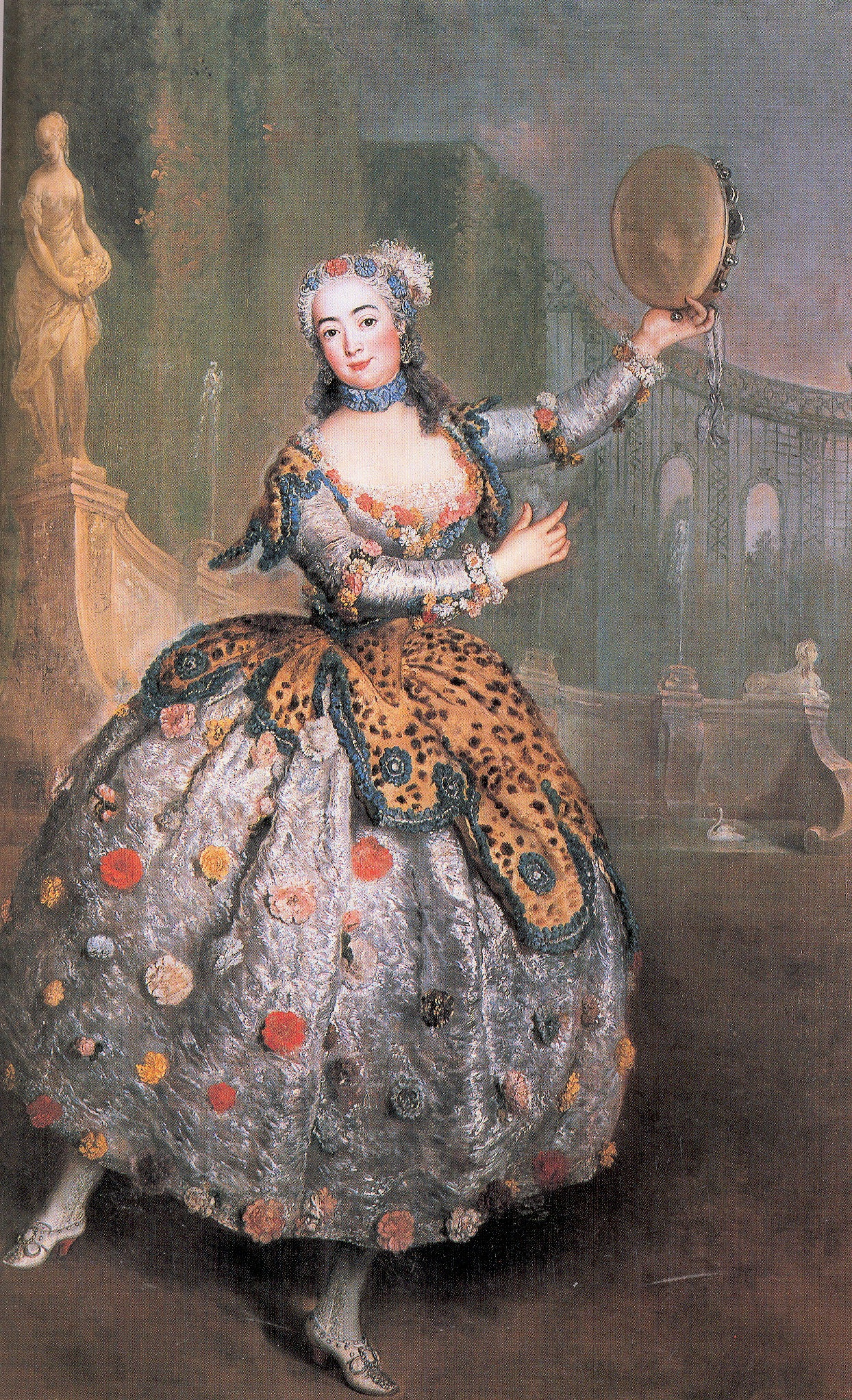
Antoine Pesne: La ballarina Barbara Campanini, c. 1745.
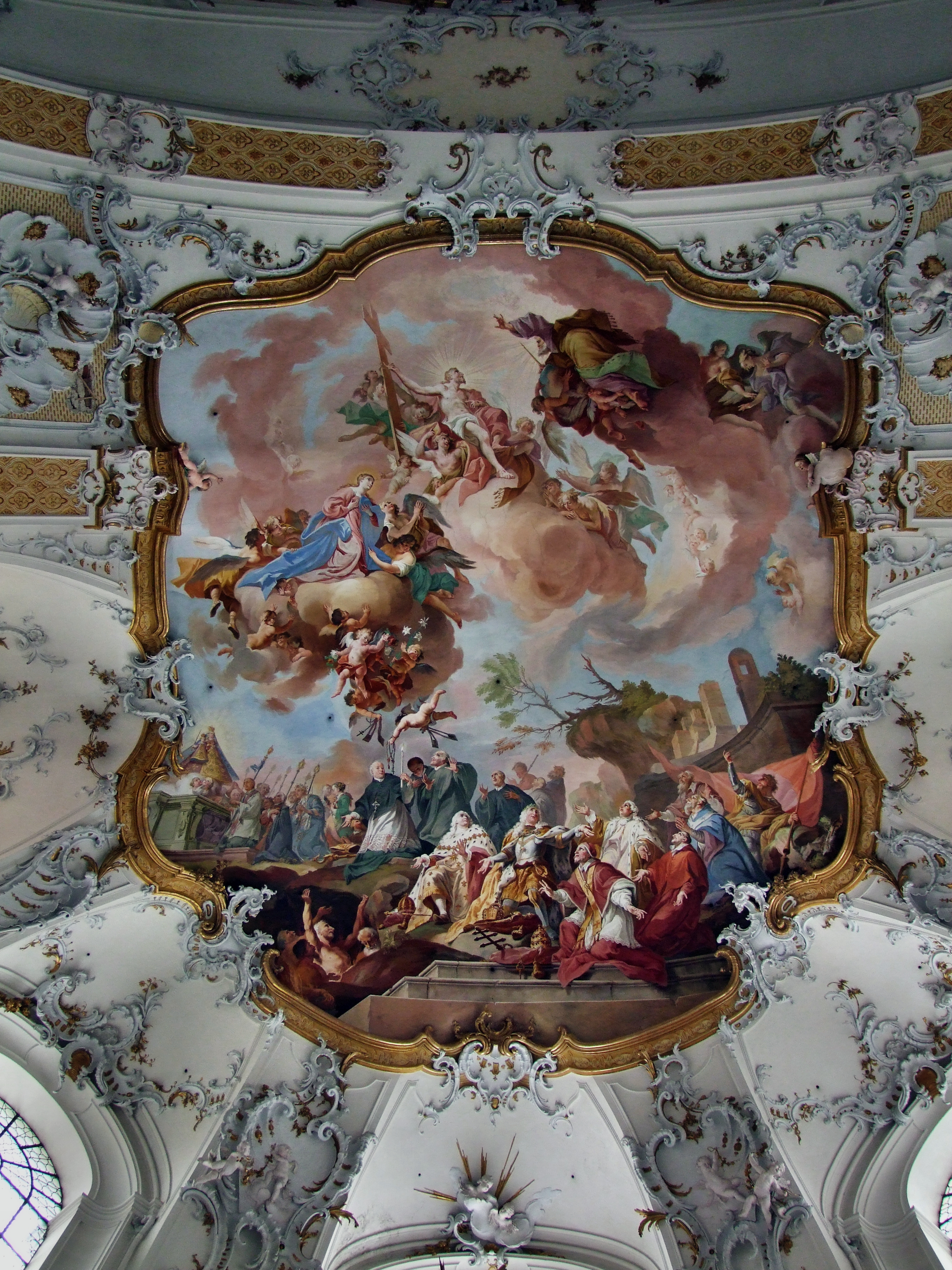
Franz Anton Zeiller: Fresc en la Basílica de Ottobeuren.
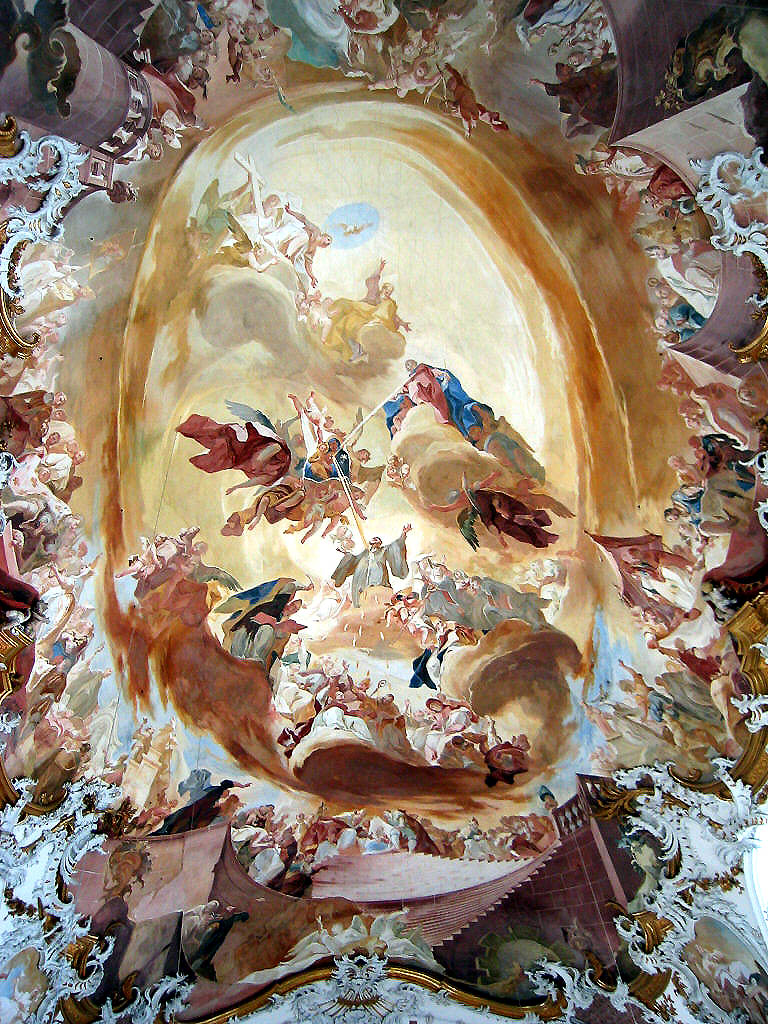
Franz Joseph Spiegler: Santa María, Sant Benedicto de Nurcia i diversos sants, 1751.
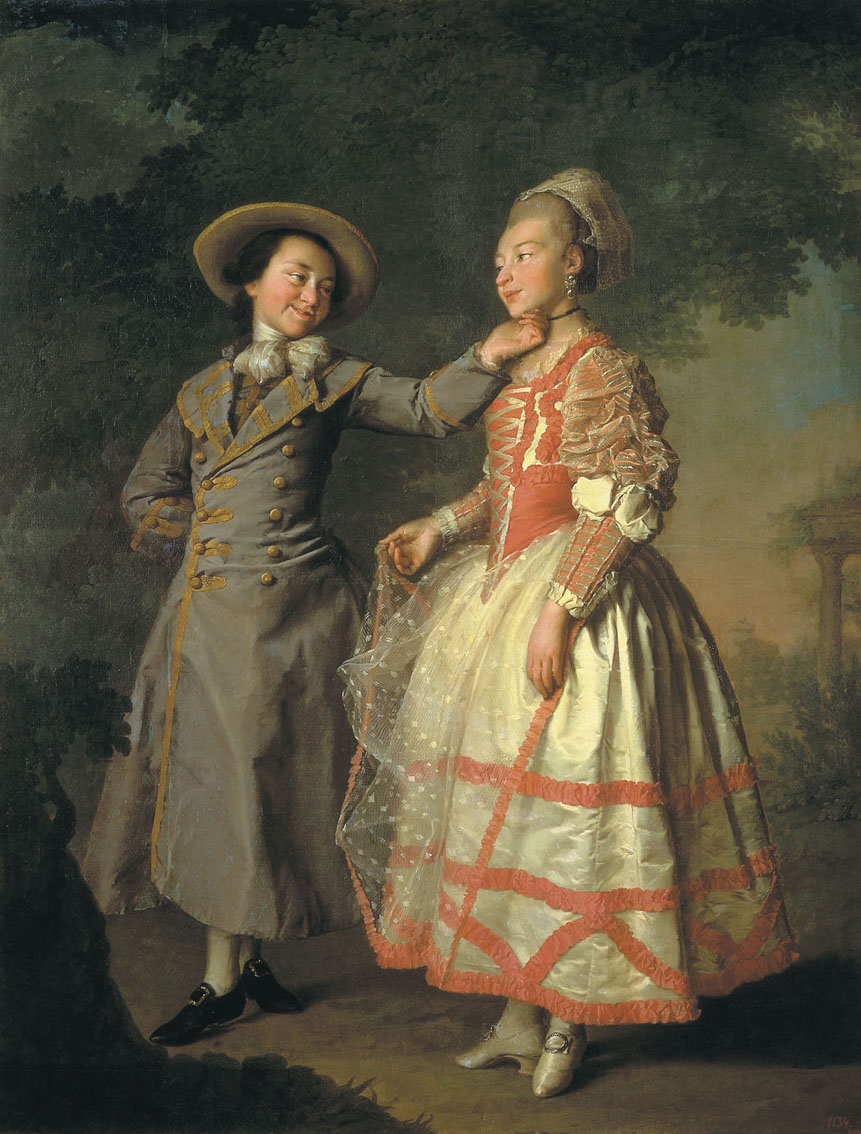
Dimitry Levitsky: Retrat d'I. N. Khruschova i de la princesa I. N. Khovanskaya. 1773.
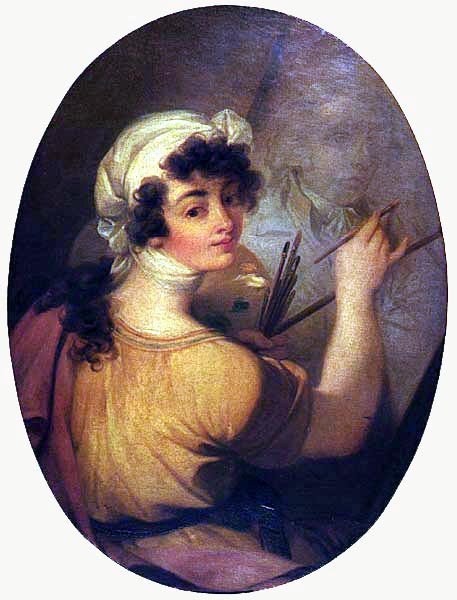
Petxina de pelegrí Portuense: Al·legoria de la Pintura, 1800.